# Princípio mínimo de Pontryagin
Princípio mínimo  de Pontryagin (ou máximo)  é utilizado na teoria controle otimizado para encontrar o melhor controle possível para a tomada de sistemas dinâmicos de um estado para outro, especialmente na presença de restrições para os controles de estado ou de entrada. O princípio foi formulada pelo matemático russo Lev Semenovich Pontryagin e seus alunos.  Ele tem como um caso especial da equação do cálculo das variações de Euler-Lagrange.
O princípio afirma, informalmente, que o Hamiltoniano deve ser minimizado sobre {\displaystyle {\mathcal {U}}}, o conjunto de todos os controles permitidos. Se {\displaystyle u^{*}\in {\mathcal {U}}}  é o controle ideal para o problema, então o princípio afirma que:
{\displaystyle H(x^{*}(t),u^{*}(t),\lambda ^{*}(t),t)\leq H(x^{*}(t),u,\lambda ^{*}(t),t),\quad \forall u\in {\mathcal {U}},\quad t\in [t_{0},t_{f}]}
onde {\displaystyle x^{*}\in C^{1}[t_{0},t_{f}]} é o estado ideal de trajetória e {\displaystyle \lambda ^{*}\in BV[t_{0},t_{f}]}  é o coestado ideal de trajetória. 
O resultado foi aplicado com sucesso em problemas de tempo mínimo onde o controle de entrada é restringido, mas pode também ser útil no estudo de problemas estado limitado.
Condições especiais para o Hamiltoniano também podem ser derivadas. Quando o tempo final {\displaystyle t_{f}} é fixo e o Hamiltoniano não depende explicitamente do tempo {\displaystyle \left({\tfrac {\partial H}{\partial t}}\equiv 0\right)}, então:
{\displaystyle H(x^{*}(t),u^{*}(t),\lambda ^{*}(t))\equiv \mathrm {constant} \,}
e se o tempo final é livre, então:
{\displaystyle H(x^{*}(t),u^{*}(t),\lambda ^{*}(t))\equiv 0.\,}
Quando satisfeito ao longo de uma trajetória, o princípio mínimo de Pontryagin é uma condição necessária para um ótimo. A equação HJB fornece condições suficientes para um ótimo, mas essa condição deve ser satisfeita sobre a totalidade do estado do espaço.

## Maximização e minimização
O princípio foi inicialmente conhecido como princípio máximo de Pontryagin e sua prova é historicamente baseado na maximização do Hamiltoniano. A aplicação inicial desse princípio foi para a maximização da velocidade terminal de um foguete. Contudo, como foi subsequentemente utilizado principalmente para minimização do índice de desempenho foi então referido como o princípio mínimo. O livro Pontryagin resolveu o problema de minimizar um índice de desempenho.

## Anotação
No que segue estaremos fazendo uso da anotação abaixo.
{\displaystyle \Psi _{T}(x(T))={\frac {\partial \Psi (x)}{\partial T}}|_{x=x(T)}\,}
{\displaystyle \Psi _{x}(x(T))={\begin{bmatrix}{\frac {\partial \Psi (x)}{\partial x_{1}}}|_{x=x(T)}&\cdots &{\frac {\partial \Psi (x)}{\partial x_{n}}}|_{x=x(T)}\end{bmatrix}}}
{\displaystyle H_{x}(x^{*},u^{*},\lambda ^{*},t)={\begin{bmatrix}{\frac {\partial H}{\partial x_{1}}}|_{x=x^{*},u=u^{*},\lambda =\lambda ^{*}}&\cdots &{\frac {\partial H}{\partial x_{n}}}|_{x=x^{*},u=u^{*},\lambda =\lambda ^{*}}\end{bmatrix}}}
{\displaystyle L_{x}(x^{*},u^{*})={\begin{bmatrix}{\frac {\partial L}{\partial x_{1}}}|_{x=x^{*},u=u^{*}}&\cdots &{\frac {\partial L}{\partial x_{n}}}|_{x=x^{*},u=u^{*}}\end{bmatrix}}}
{\displaystyle f_{x}(x^{*},u^{*})={\begin{bmatrix}{\frac {\partial f_{1}}{\partial x_{1}}}|_{x=x^{*},u=u^{*}}&\cdots &{\frac {\partial f_{1}}{\partial x_{n}}}|_{x=x^{*},u=u^{*}}\\\vdots &\ddots &\vdots \\{\frac {\partial f_{n}}{\partial x_{1}}}|_{x=x^{*},u=u^{*}}&\ldots &{\frac {\partial f_{n}}{\partial x_{n}}}|_{x=x^{*},u=u^{*}}\end{bmatrix}}}